# Hans Jacoby (Filmarchitekt)
Hans Jacoby, im argentinischen Exil Juan Jacoby Renard (* 5. Dezember 1898 in Berlin, Deutschland; † 19. Dezember 1967 in Buenos Aires, Argentinien) war ein deutscher Filmarchitekt und Filmstudiomanager.

## Leben
Jacoby begann seine berufliche Ausbildung mit Ende des Ersten Weltkriegs und stieß 1920 bei Fritz Langs Kämpfende Herzen zum Film. In seinen frühen Jahren kümmerte er sich um die Ausführung von Entwürfen der Kollegen Ernst Meiwers, Franz Seemann und Erich Czerwonski. Ab 1922 durfte Jacoby eigenverantwortlich Filmbauten errichten.
In seiner rund anderthalb Jahrzehnte umfassenden Tätigkeit für den deutschen Film gestaltete Hans Jacoby die Szenenbilder für meist minderwichtige Inszenierungen von zum Teil bekannter Regisseure, darunter Benjamin Christensen, A. W. Sandberg, Lothar Mendes, Jaap Speyer, Fritz Wendhausen, Karl Grune, Adolf Trotz, Max Reichmann, Erich Waschneck und Wilhelm Thiele. 1935 folgte Jacoby einem Ruf nach Wien, wo er Werner Hochbaums auf der Biennale in Venedig ausgezeichnetes Psychodrama Die ewige Maske szenenbildnerisch betreute. Dieser letzte deutschsprachige Filmauftrag „war zugleich Jacobys künstlerisch bedeutendste und quantitativ umfassendste Arbeit -- er schuf u. a. einen 30 Meter breiten Wasserlauf, einen kompletten Krankenhausblock sowie ein raffiniert beleuchtetes, unheimliches Gängelabyrinth -- mit der er an die ästhetische Formensprache des (in Hitler-Deutschland inzwischen verfemten) expressionistischen Kinos anknüpfte.“
Trotz des überragenden Presseechos auf Die ewige Maske konnte der Jude Jacoby in Deutschland nicht mehr weiterarbeiten und wurde 1938 aus der Reichsfilmkammer ausgeschlossen. Zu diesem Zeitpunkt befand er sich längst in Argentinien. Seit 1936 arbeitete Jacoby beim dortigen Film und nannte sich nunmehr Juan Jacoby Renard. Ende 1938 erhielt er überdies die Gelegenheit zu einer Filmregie. Kurz vor Ende des Zweiten Weltkriegs wurde Jacoby in Buenos Aires zum Generalmanager der Produktionsfirma Argentina Sono Film S.A.C.I. berufen. Nach 1949 verliert sich seine Spur. Jacoby blieb in der argentinischen Hauptstadt, wo er 1967 verstarb.

## Filmografie
als Filmarchitekt, wenn nicht anders angegeben
- 1921: Kämpfende Herzen
- 1921: Treibende Kraft
- 1921: Die schwarze Pantherin
- 1923: Dämon Zirkus
- 1923: Seine Frau, die Unbekannte
- 1924: Die Andere
- 1925: Die Frau mit dem schlechten Ruf
- 1925: Liebe macht blind
- 1926: Die drei Kuckucksuhren
- 1926: Die drei Mannequins
- 1926: Wien – Berlin
- 1926: Sein großer Fall
- 1926: Die Frauengasse von Algier
- 1927: Bigamie
- 1927: Svengali
- 1927: Heimweh
- 1927/28: Königin Luise (2 Teile)
- 1928: Die Sache mit Schorrsiegel
- 1928: Fräulein Chauffeur
- 1928: Revolutionshochzeit
- 1928: Die drei Frauen von Urban Hell
- 1929: Verirrte Jugend
- 1928: Die Siebzehnjährigen
- 1929: Die Frau im Talar
- 1930: Mein Herz gehört Dir…
- 1930: Das lockende Ziel
- 1930: Das Land des Lächelns
- 1930: Geld auf der Straße
- 1931: Die Blumenfrau von Lindenau (nach der Komödie Sturm im Wasserglas von Bruno Frank)
- 1931: Drei Tage Liebe
- 1931: Die große Attraktion
- 1931: Hirsekorn greift ein
- 1931: Purpur und waschblau
- 1931: Die spanische Fliege
- 1932: Mädchen zum Heiraten
- 1932: Eine von uns
- 1932: An heiligen Wassern
- 1932: Unmögliche Liebe
- 1932: Moral und Liebe
- 1933: Manolescu, der Fürst der Diebe
- 1933: Hände aus dem Dunkel
- 1933: Der Judas von Tirol
- 1934: Das verlorene Tal
- 1935: Die ewige Maske
- 1936: Así es el tango
- 1939: Sombras en el río (Regie und Drehbuch)
- 1943: Hay que casar a Paulina
- 1944: La verdadera victoria
- 1944: Su esposa diurna
- 1944: Apasionadamente
- 1945: Santa Cándida
- 1945: Madame Sans-Gêne
- 1945: Eramos seis
- 1946: Cristina
- 1946: Soy un infeliz
- 1947: El retrato
- 1948: La hostería del caballito blanco
- 1948: El barco sale a diez
- 1949: Cita en las estrellas